# Artesanías de palo fierro

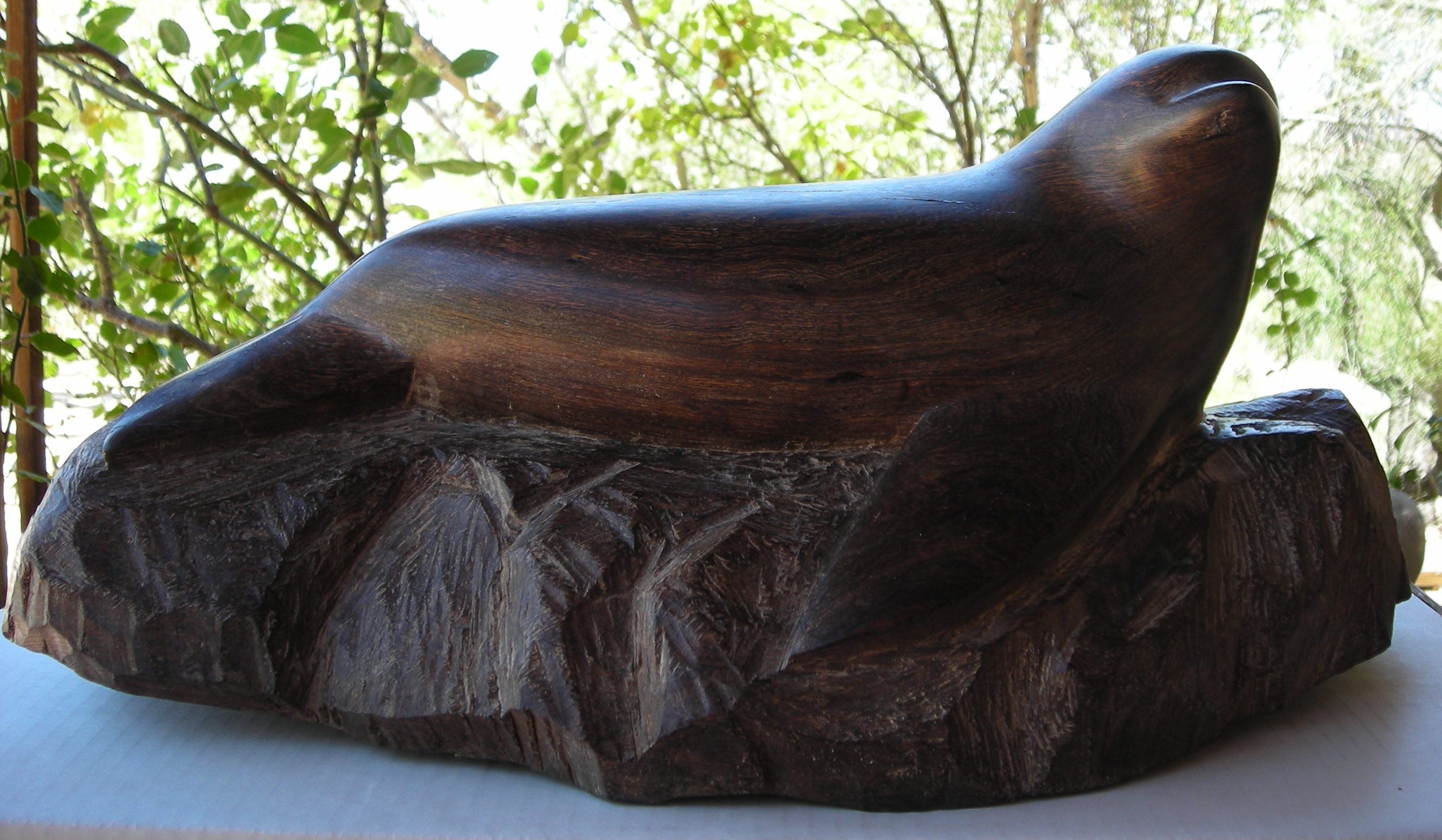
Artesanía de palo fierro

Las artesanías de palo fierro son hechas por los indígenas seris y yaquis del estado de Sonora, México en producciones limitadas, y con un proceso artesanal, y a gran escala pueden encontrarse en tiendas de los estados de Baja California y Sonora. Junto con las canastas de planta haat, son una de las manifestaciones culturales más notorias de los indígenas seris y yaquis, aunque en épocas recientes debido al éxito comercial, se elaboran en grandes cantidades artesanías hechas por no indígenas.
Los motivos más recurrentes en la elaboración de estas artesanías son de fauna marina, como tortugas, lobos marinos, peces vela y tiburones; así como desértica, como tecolotes, serpientes y liebres.

## Técnica de tallado de madera
Para el tallado de palo fierro, se utiliza la madera del mismo nombre. El nombre científico del árbol es Olneya tesota; en la lengua comac'ac se lo conoce como «cimitín». Hasta ahora se considera el palo fierro como una de las maderas más duras.
Para la elaboración de las artesanías participan los hombres y las mujeres, mientras que los hombres machetean un trozo de madera hasta llegar a tener la silueta deseada, las mujeres le dan el acabado final a través del limado y pulido de las piezas, para todo esto ellos utilizan limas, lijas, escofinas escarlopas y grasa (kiwi) frotándola con un lienzo.
Las primeras figuras talladas en la antigüedad se hicieron de una forma más natural, se tallaban con piedras puntiagudas, piedra pomes y el acabado se daba con grasa de caguama. Las figuras normalmente son representaciones de la naturaleza, como animales marinos y terrestres (peces, tortugas, ranas, víboras, conejos, entre otros).
Las artesanías hechas a través de la madera de palo fierro, tienen gran importancia para los Seris, ya que por medio de su venta tienen obtienen la mayoría de sus ingresos y el prestigio que tienen.

## Historia
El palo fierro tiene su origen en 1654: un pescador seri de la comunidad de Desemboque, localizada en el municipio de Caborca (Sonora), llamado José Astorga Encinas. Esto fue muy agraciado, ya que su tribu estaba pasando por un momento económicamente crítico. 
La técnica para tallar la madera fue transmitida por sus antepasados a través de un viaje místico que mantuvo a su cuerpo en un estado inmóvil por varios días. Al regresar Jośe contó a su pueblo lo que vio en su viaje y transmitió su conocimiento adquirido de cómo trabajar con la madera de palo fierro.